# Lac des Salhiens
Le lac des Salhiens est un des nombreux lacs glaciaires de l'Aubrac, situé en Lozère sur la commune de Nasbinals.

## Situation

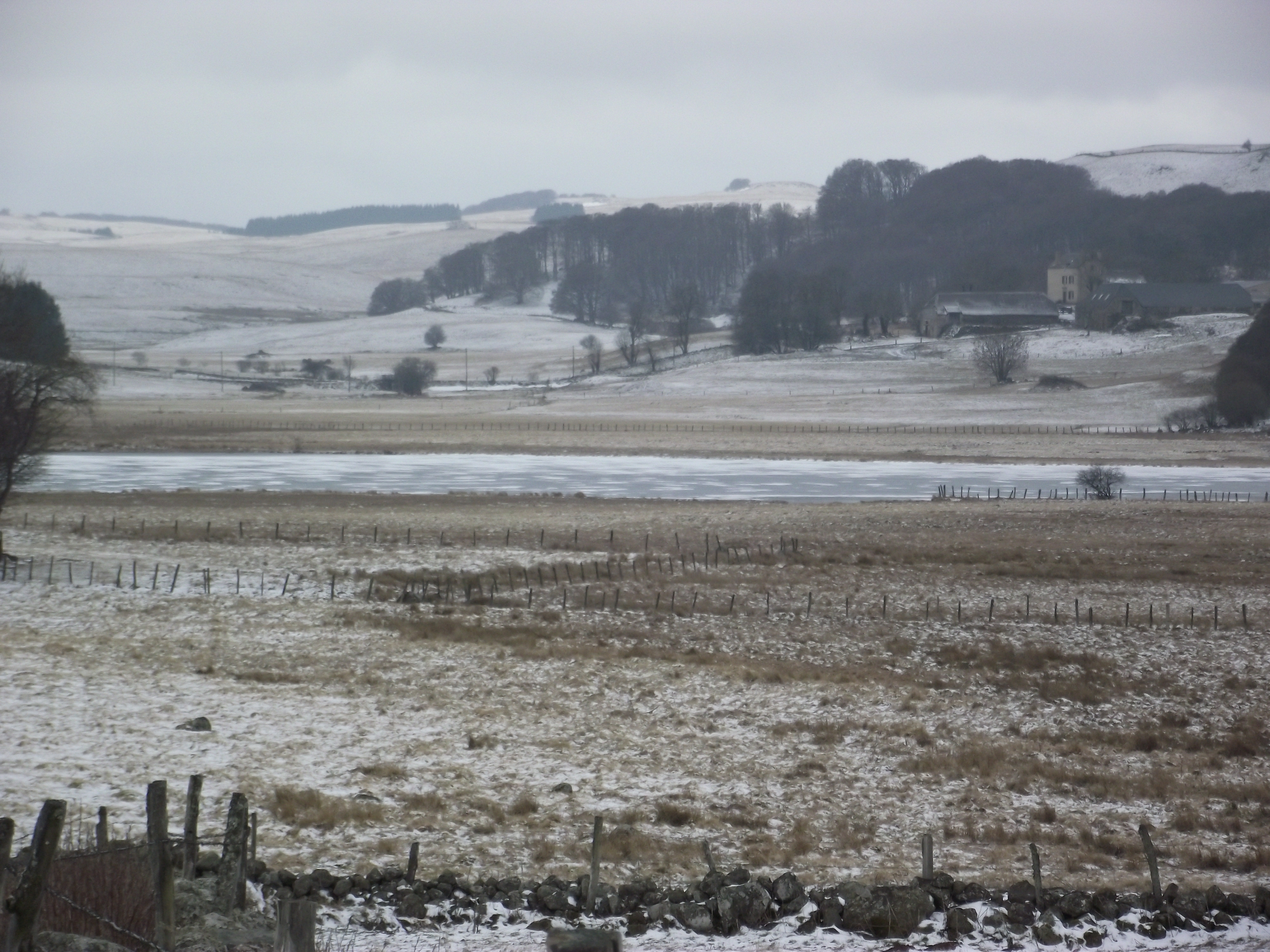
Le lac des Salhiens en hiver, entièrement pris par la glace (photo prise début mars 2012).

Le lac est situé à proximité du Bès. L'exutoire des Salhiens forme un cours d'eau qui se précipite, quelques centaines de mètres plus loin, du haut d'une falaise volcanique en formant la cascade du Déroc. Cette cascade, d'une hauteur de 32 mètres, est l'un des lieux les plus touristiques de l'Aubrac.

## Histoire
En 1533, François Ier qui venait du Puy-en-Velay et se rendait à Toulouse pour visiter dit-on la châsse de Saint-Sernin, séjourna trois jours à la domerie d'Aubrac, du 20 au 22 juillet.
Il voulut, en passant, rendre visite aux moines d’Aubrac pour leur témoigner sa gratitude, ceux-ci ayant généreusement participé à la collecte pour la rançon qui servit à sa libération après sa capture à Pavie en 1525.
Trouvant le lieu très agréable en cette saison, il s'attarda pour se livrer à la chasse aux oiseaux de proie autour du lac des Salhiens. C'est là qu'il devait rencontrer le « plus beau vol de hérons qu'il eut vu de sa vie ».

## Géologie
Comme les autres lacs de l'Aubrac, le lac des Salhiens est un lac de surcreusement glaciaire.

## Flore

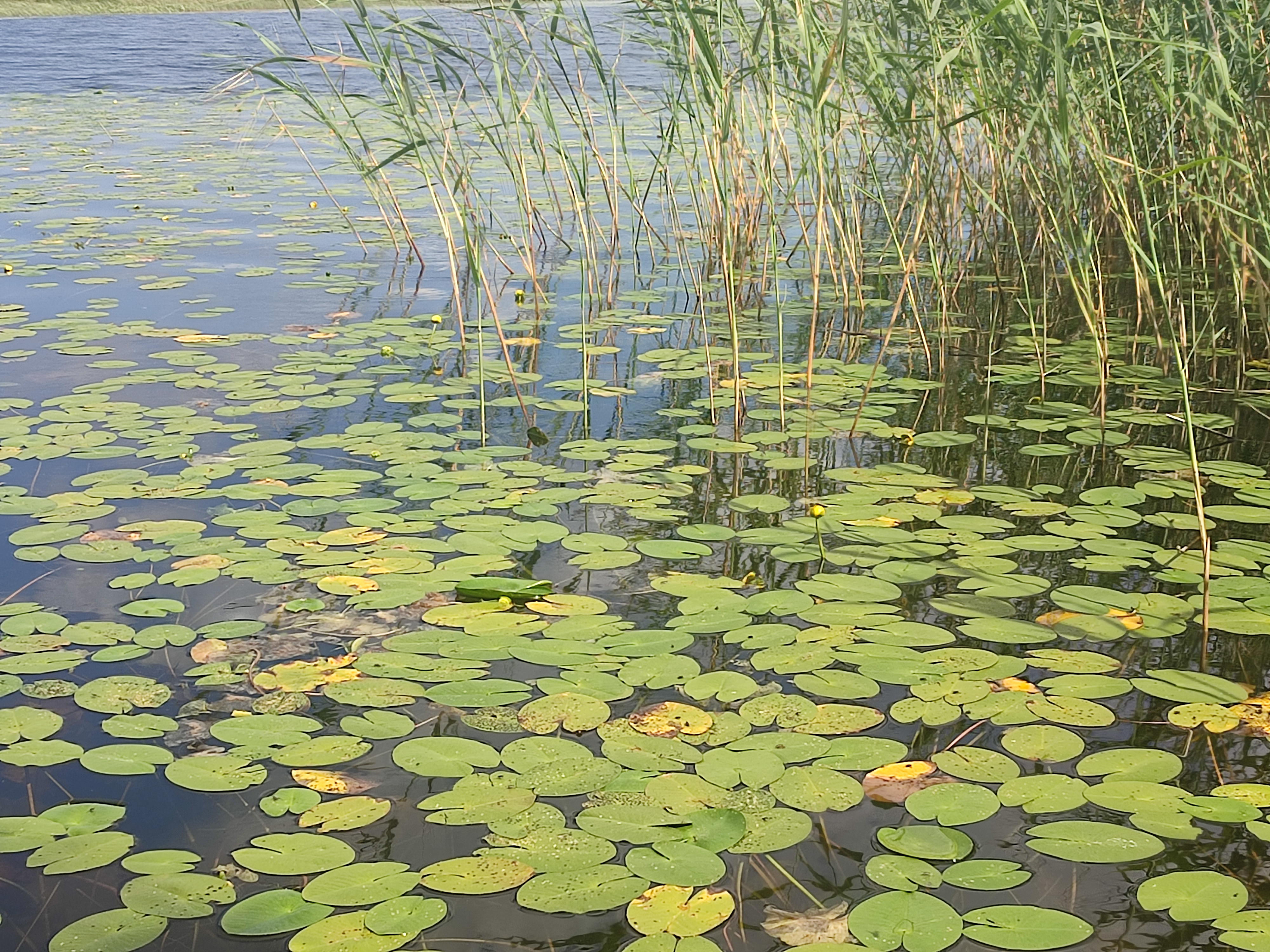
Nénuphar nain (Nuphar pumila) sur le lac.

Les abords du lac sont classés en ZNIEFF et comportent un certain nombre d'espèces de zones humides et froides dont de nombreux carex (Carex limosa, Carex lasiocarpa, Carex chordorrhiza, etc). Le nénuphar nain (Nuphar pumila), espèce rare des régions boréales, est aussi une espèce remarquable présente sur le site.

## Sources et références
1. ↑  « Carte IGN classique » sur Géoportail.
2. ↑  Félix Buffière, Ce tant rude Gévaudan [détail des éditions], tome I, chap. 16